# 灰白深海鰩
灰白深海鰩（學名：Bathyraja pallida），為軟骨魚綱鰩目單鰭鰩科深海鰩屬的一種，分布於東北大西洋比斯開灣北部海域，深度2400至2950公尺，本魚體盤呈凹陷的四邊形，頂端窄圓，吻部長而寬，長度為眶間寬度的4倍，皮膚薄，幾乎完全呈半透明白色，背盤幾乎完全沒有細小的刺，尾部有16根刺，體長可達160公分，棲息在大陸坡、深海平原沙泥底質海域，為底棲性魚類，卵生，屬肉食性，生活習性不明。